# Coração de Jesus (Schiff)
Die Coração de Jesus (deutsch Heiligstes Herz Jesu), ab 1793 Maria I., war ein 1789 gebautes 74-Kanonen-Linienschiff der portugiesischen Marine. 1807 fiel es in französische Hände, wurde unter dem Namen Cidade de Lisboa als schwimmende Batterie genutzt und 1808 zurückgegeben. 1810 strandete es in der Bucht von Cádiz und wurde verbrannt.

## Bau
Die Coração de Jesus wurde von Schiffbaumeister Torcato José Clavina (1736–1793) entworfen und im Marinearsenal von Lissabon gebaut. Dort erfolgte am 18. Dezember 1789 der Stapellauf zusammen mit der Fregatte Principe do Brasil und der Brigg Falcao in Anwesenheit der Monarchin Maria I. Das Schiff galt damals in der Marine zwar als elegant, aber zugleich auch als schlechter Segler.

## Geschichte
Ab März 1793 war die Coração de Jesus Teil des Geschwaders aus sechs Linienschiffen, zwei Fregatten und drei Briggs unter der Führung von José Sanches de Brito, das die portugiesische Marine zur Unterstützung der britischen Kanalflotte entsandte. Die Coração de Jesus stand unter dem Kommando von Pedro de Scheverin und gehörte wie das Flaggschiff Nossa Senhora da Conceição zur ersten der beiden Gruppen. Das Geschwader kehrte am 19. September 1793 nach Lissabon zurück. Auch im Folgejahr beteiligte sie sich wieder an Unterstützungsaufgaben für die Royal Navy. An Bord diente in dieser Zeit neben den portugiesischen Offizieren auch ein britischer Leutnant.
Zwischen diesen beiden Einsätzen im Kanal wurde das Schiff in Maria I. umbenannt, da die portugiesischen Marine ihre Namenspolitik für Schiffe geändert hatte und diese nun nach historischen, mythologischen oder realen Persönlichkeiten benannte, anstatt wie bis dahin üblich nach Heiligen oder kirchlichen Festtagen. Am 25. Dezember 1795 verließ ein portugiesisches Geschwader aus den Linienschiffen Principe Real (der vormaligen Nossa Senhora da Conceição), Vasco da Gama, Princesa da Beira und Maria I. sowie den Fregatten Tritao und Ulisses Lissabon, um einen Konvoi von Handelsschiffen nach Brasilien zu eskortieren. Dort erreichte das Geschwader Bahia am 9. Februar 1796. Für das Jahr 1801 ist überliefert, dass die Maria I. dem Esquadra do Sul, dem Südgeschwader, zugeordnet war.
Als der königliche Hof nach dem französischen Einmarsch in Portugal in das brasilianische Exil in Sicherheit gebracht wurde, gehörte die Maria I. zu den Schiffen der portugiesischen Flotte, die nicht einsatzbereit waren und in Lissabon zurückgelassen wurden. Die Franzosen reparierten die Maria I., gaben ihr den Namen Cidade de Lisboa und setzen sie im Rahmen der franko-portugiesischen Flotte als schwimmende Batterie ein. Nach dem Abzug der Franzosen wurde das Schiff 1808 zurückgegeben. An weiteren Kampfhandlungen nahm sie nicht mehr teil.
Am 18. Februar 1810 verließ die Maria I. Lissabon, um Truppen und Waffen nach Cádiz zu transportieren und sich anschließend der Esquadra Estreito an der Straße von Gibraltar anzuschließen. Am 28. Februar erreichte sie Cadiz, entlud Truppen sowie einen Teil der Waffen und verließ den Hafen am 2. März wieder. In der Nacht vom 3. März auf 4. März wurde das Schiff von einem aufkommenden Südwest-Wind überrascht und in Richtung Küste getrieben. Um eine Strandung zu vermeiden, setzte der Kommandant das Schiff in der Mündung eines Flusses auf eine Sandbank. Die Besatzung konnte sich retten, doch eine Bergung scheiterte, da französischen Truppen dies vereitelten. Diese setzten das Schiff schließlich in Brand.

## Technische Beschreibung
Die Coração de Jesus war als Batterieschiff mit zwei durchgehenden Geschützdecks konzipiert und hatte eine Länge von 53,84 Meter, eine Breite von 14,40 Meter und einen Tiefgang von 6,67 Meter. Sie war ein Rahsegler mit drei Masten (Fockmast, Großmast und Kreuzmast). Der Rumpf schloss im Heckbereich mit einem Heckspiegel, in den Galerien integriert waren, die in die seitlich angebrachten Seitengalerien mündeten.
Die Bewaffnung bestand bei Indienststellung aus 74 Kanonen.
|        | Unteres Batteriedeck | Oberes Batteriedeck | Spardeck                      | Kanonen    |
| ------ | -------------------- | ------------------- | ----------------------------- | ---------- |
| Design | 28 × 24-Pfünder      | 28 × 18-Pfünder     | 4 × 18-Pfünder 14 × 9-Pfünder | 74 Kanonen |

## Besatzung
Die Besatzung hatte eine Stärke von 641 Mann.